# SN 1996al
SN 1996al – supernowa typu II odkryta 22 lipca 1996 roku w galaktyce NGC 7689. W momencie odkrycia miała maksymalną jasność 14,00m.